# Bouna (Yé)
Pour les articles homonymes, voir Bouna.
Bouna est une localité située dans le département de Yé de la province du Nayala dans la région de la Boucle du Mouhoun au Burkina Faso.

## Histoire
Durant la période coloniale française, le village de Bouna est l'un des cinq villages de la Boucle du Mouhoun — avec Moussakongo, Kongoba, Solasso, et Doumakélé — à refuser de répondre en novembre 1915 au recrutement de « tirailleurs sénégalais » pour les besoins des troupes combattantes en France lors de la Première Guerre mondiale en prenant les armes contre les autorités locales représentées par le commandant de cercle.